# Гражданская война в Черноморье и Сухумском округе (1917—1918)
Гражданская война в Черноморье и Сухумском округе в 1917—1918 — начальный период гражданской войны на территории Черноморской губернии и Сухумского округа (с 1919 Абхазия) — от захвата власти большевиками до похода Таманской армии и занятия части губернии силами Добровольческой армии.

## Установление советской власти в Черноморской губернии
Первым населённым пунктом на территории Черноморской губернии, в котором победила советская власть, стал город Туапсе. 3 (16) ноября Туапсинский ревком захватил власть, не встретив сопротивления. В Новороссийске 23 ноября (6 декабря) собрался съезд Советов рабочих и солдатских депутатов Черноморской губернии. 25 ноября (8 декабря) он признал власть Совета Народных Комиссаров, а на заключительном заседании 30 ноября (13 декабря) был избран Центральный губернский Исполнительный Комитет, в который вошли большевики А. А. Яковлев, А. Е. Худанин, А. А. Рубин, бывший прапорщик И. А. Серадзе и другие. 1 (14) декабря большевики захватили власть в Новороссийске.
В Сочи процесс взятия власти затянулся, так как в местном совдепе большевики были в меньшинстве. В конце ноября большевики создали из местных рабочих и солдат железнодорожной роты отряд боевиков, ставший основой для окружной Красной гвардии. Потом отправили своих агитаторов на линию строящейся железной дороги и те привезли человек 20 «лумпен-пролетариев». После этого на экстренном заседании совета 17 (30) января голосами 6—7 большевиков и этих 20 люмпенов было решено передать совету власть в городе и округе. Остальные члены совета: эсеры и меньшевики, воздержались, а затем, хотя и имели большинство в советах и исполкомах, в знак протеста просто вышли из их состава, предоставив большевикам полную свободу действия. Потом одумались, но было, разумеется, уже поздно.
Для оформления захвата власти 28—30 января (10—12) февраля 1918 был проведён 1-й съезд Советов рабочих, крестьянских и солдатских депутатов Сочинского округа.
Захват власти большевиками в Петрограде и Москве привёл к параличу банковской системы и, как следствие, к т. н. разменному кризису. Уже к декабрю закончились средства, отпускаемые из Петрограда на строительство железной дороги, и работы пришлось остановить. Рабочие угрожали разгромить город, если им не заплатят. За деньгами пришлось отправить в Петроград уполномоченного (им был эсер Н. В. Воронович) с мандатом и вооружённым отрядом.

## Убийство офицеров в Новороссийске
Когда стало известно, что Кубанское краевое правительство не признает большевиков, из центра в Новороссийск, где находился ЦИК Черноморской губернии, была направлена директива о наступлении на Екатеринодар. Однако у новороссийских большевиков было только два батальона красной гвардии. В начале января в Севастополь, Новороссийск и другие порты стали прибывать транспорты с войсками, возвращавшимися из Трапезунда.
25 января (7 февраля) 1918 года на военном транспорте в Новороссийск из Батума прибыли 491-й Варнавинский пехотный полк, 41-й артдивизион, батарея 21-го Кавказского горного артдивизиона и небольшая группа солдат Ивангородского полка. Варнавинский полк оказался единственной частью прибывшей в полном порядке со всем снаряжением и даже полковой библиотекой.
Большевики решили использовать этот полк на фронте против кубанцев и начали агитацию среди солдат. Те обратились за советом к офицерам. Офицеры, не желавшие участвовать в гражданской войне, посоветовали рядовым требовать отправки полка в Феодосию для демобилизации. ЦИК согласился их отпустить, а затем направил два миноносца, команды которых были преданы большевизму и являлись опорой советской власти в городе, на перехват транспорта.
2 (15) февраля под угрозой потопления транспорта матросы миноносцев заставили солдат выдать офицеров, которые были переправлены на пристань и тут же, на глазах у рядовых, всем им привязали к ногам колосники и бросили их в море. Было утоплено 43 офицера.
Эти карательные меры новых властей произвели на солдат должное впечатление и на следующий день полк выступил на Кубанский фронт. Отказавшиеся были направлены под надзором матросов на разгрузку транспортов.

## Положение в Сухумском округе в 1917
Для управления Закавказьем Временное правительство 9 марта 1917 образовало ОЗАКОМ из пяти членов Госдумы под руководством кадета Б. Харламова. В Сухуме 8 марта был создан Городской комитет общественной безопасности. Затем был создан Окружной комитет общественной безопасности под руководством меньшевиков. Им же принадлежало руководство в совдепах, в том числе в Сухумском совдепе рабочих (пред. С. Рамишвили). Большевики руководили только Сухумским солдатским совдепом (пред. А. Урушадзе).
В мае 1917 местные большевики устроили раскол в Окружном объединённом социал-демократическом комитете и вышли из него, образовав собственный комитет во главе с Е. А. Эшбой. После чего развернули агитацию среди рабочих городских предприятий и порта, а также среди солдат караульной роты.
Вместе с тем большевики активно агитировали крестьян, подбивая их к самовольным захватам земли и грабительским нападениям на церкви и монастыри. Особенный успех их пропаганда имела в Самурзакани, где социальные противоречия между крестьянами и помещиками были наиболее сильными.
2 июля 1917 состоялись выборы в Сухумскую городскую думу. Победили меньшевики, городским головой стал В. Чхиквишвили.

## Организация Абхазского национального совета
20 октября 1917 абхазская делегация участвовала в подписании во Владикавказе Союзного договора, по которому в Екатеринодаре 16 ноября должно было начать действовать правительство Юго-Восточного союза. В Абхазию был послан представитель Союза горцев Северного Кавказа А. Шерипов, попытавшийся привлечь абхазов к участию в этой организации. Он убедил абхазских лидеров создать Абхазский национальный совет по образцу уже созданных на Северном Кавказе.
7 ноября в Сухуме открылся Крестьянский съезд. На следующий день был сформирован Абхазский Народный Совет (АНС), устав которого был написан Шериповым. Совет признавал компетенцию Сухумского окружного комитета Общественной безопасности, ОЗАКОМа и ЦК Союза горцев.

## Положение после Октябрьской революции
10 декабря 1917 состоялся 2-й съезд Кавказской армии, на котором присутствовал делегат от Сухумского гарнизона. Вернувшись в Сухум он сообщил о расколе на съезде, после чего гарнизон начал стремительно разлагаться. В январе солдаты 4-й Кавказской позиционной батареи первыми поделили между собой батарейное имущество и разъехались. За ними последовали другие части. Единственное, что мог сделать начальник сухумского гарнизона полковник Новицкий, это отобрать с помощью роты добровольцев и Абхазской сотни оружие у отъезжающих солдат. Чтобы не допустить с их стороны разбоев и грабежей, в ночь на 11 января в Сухуме было объявлено осадное положение и город оцеплен добровольческими формированиями, проводившими в городе облавы и обыски.
10 февраля в Тифлисе собрался Закавказский сейм, состоявший из депутатов Учредительного собрания и представителей крупнейших партий. Накануне, 9 февраля, между представителем АНС князем А. Г. Шервашидзе и Национальным советом Грузии было подписано соглашение «об установлении взаимоотношений между Грузией и Абхазией». Выработка формы будущего политического устройства Абхазии, границы которой устанавливались от р. Ингур до р. Мзымта, находилась в компетенции Учредительного собрания.
Большевики во главе с Н. А. Лакобой осенью начали активную работу по формированию в абхазских селах боевых отрядов под названием Киараз (Кераз).

## Большевистский переворот в Сухуме
Большевики устроили в феврале 1918 перевыборы в Сухумский рабочее-солдатский совдеп и добились там большинства, сделав председателем Эшбу.
В феврале большевики попытались захватить власть. 15 февраля на сухумском рейде остановился вспомогательный крейсер «Дакия», шедший из Трапезунда в Севастополь. Сошедшие на берег матросы увидели на набережной поручика Абхазской сотни князя Н. Эмухвари, осмеливавшегося прогуливаться в мундире с погонами. Воспылав  революционным гневом матросы потребовали снять погоны, а получив отказ, сорвали их. Возмущённый офицер, у которого из-за фронтовой контузии одна рука не действовала, одного из революционеров убил, другого ранил, после чего скрылся.
Большевики немедленно этим воспользовались, 16 февраля они устроили митинг своих сторонников и связались с матросами. Те предъявили властям ультиматум: 15 тыс. рублей семье убитого, выдача Эмухвари и передача власти ревкому. Поскольку корабль был переполнен пассажирами, он в тот же день ушёл в Новороссийск, отбив телеграмму в Батум с просьбой прислать два миноносца.
Утром 17 февраля прибыл большевистский эсминец «Дерзкий», вызванный из Батума гидросамолётом. Властям было дано 24 часа на выполнение ультиматума. На берег был высажен отряд из 70 матросов, вооружённых карабинами. Совдеп немедленно сформировал ревком во главе с Эшбой и в составе Г. Атарбекова, С. Кухалейшвили, Н. Сванидзе, А. Перова и др.
Эмухвари был схвачен в окрестностях города и отправлен на корабль. Кто-то сумел передать ему пистолет, и когда князя вели по трапу, он застрелил старшего унтер-офицера Коновальчука и пытался выстрелить в председателя судового комитета П. Грудачева, но «патрон встал ребром», а перезарядить оружие одной рукой поручик не мог. Его тут же убили, а тело бросили в море. «Дерзкий», впрочем, сразу после этого ушёл в Севастополь, хоронить своего убитого.
Лидеры меньшевиков — сухумский городской голова В. Чхиквишвили, помощник начальника гарнизона М. Цулукидзе и комиссар Сухума В. Лакербая вывели из города верные им войска и сосредоточились у села Лечкоп. Абхазский национальный совет также покинул Сухум. Чхиквишвили отправился в Кодор собирать дополнительные силы. 17 февраля АНС предъявил большевикам ультиматум.
Вечером 18 февраля антибольшевистские силы начали наступление на Сухум. Утром следующего дня большевики контратаковали при поддержке орудий вспомогательного крейсера «Король Карл», стоявшего на рейде, и истребителей, а также двух гидропланов местного авиаотряда, которые корректировали стрельбу и сбрасывали бомбы. В тот день им удалось одержать победу, однако крейсер вскоре ушёл и меньшевики, получив подкрепление из кодорских крестьян, в ночь на 21 февраля выбили большевиков из города.
В освобождённом городе был создан Комитет общественной безопасности во главе с Чхиквишвили, а для обороны начал формироваться Сухумский народный легион.

## Наступление большевиков
4—9 марта 1918 года в Сухуме прошёл 2-й крестьянский съезд, куда были допущены и большевики, лидер которых Н. Лакоба был даже избран зампредом съезда.
Однако большевики оказались в меньшинстве, а потому покинули съезд, обозвав его участников контрреволюционерами. Съезд избрал окружной крестьянский исполком, который затем объединился с исполкомом рабочее-солдатского совдепа, чтобы в сотрудничестве с Абхазским национальным советом попытаться установить мир и порядок в округе.
Отступившие из Сухума большевики организовали в селе Дранда новый ревком во главе с Г. Атарбековым и начали готовить восстание. В марте большевики овладели Гагрой и Гудаутой, а 7 апреля напали на Сухум. Их отряды состояли из 1000—1500 человек. Боевые действия шли всю ночь с 7 на 8 апреля. Большевистские агитаторы распропагандировали кодорских крестьян, и те отказались сражаться. Утром 8 апреля меньшевики сдали город. Затем большевики овладели всем Сухумским округом, кроме Кодорского участка.

## Советская власть в Сухумском округе
Был создан окружной ревком во главе с Эшбой, его заместителями были Н. Лакоба и Г. Атарбеков.
В Сухуме была организована Красная гвардия из 300 человек, из русских солдат создан особый отряд, и принят на службу армянский партизанский отряд (140 человек), собранный в Армавире для борьбы за освобождение Армении, но не пропущенный туда грузинами. В мае из Сочи и сельских районов Абхазии в Сухум были стянуты дополнительные силы. Вероятно, собрано было не меньше тысячи человек.
Большевистский режим в Сухумском округе был сравнительно либеральным. Даже не была ликвидирована Сухумская городская дума. Имущие классы, впрочем, были обложены тяжёлой данью в пользу новых хозяев жизни, в одном Сухуме с них потребовали 2—2,5 млн.
Служащие пытались прибегнуть к саботажу, но этот метод борьбы против большевиков, как и в целом по России, оказался неэффективным.

## Грузинское наступление
Тем временем в Мегрелии большевики готовили восстание, а Закавказский сейм начал переговоры с Турцией в Батуме. Одновременно Грузинский национальный совет 14 мая принял решение обратиться к Германии за военной помощью против большевиков. Когда в Западной Грузии началось большевистское восстание, Закавказский Сейм перебросил туда крупные силы, в том числе Народную гвардию, снятую с турецкого фронта. Мегрельские повстанцы были разбиты и отступили в горы, часть ушла в Абхазию.
После этого Сейм направил в Абхазию войска под командованием полковника Кониева и члена сейма В. Джугели. Ещё до этого на Самурзаканский участок были направлены грузинские части, которые прорвали оборону большевиков, отступивших к селу Репо-Шелешети, форсировали Ингур и заняли Гали. Однако, учинённые грузинами грабежи и вымогательства заставили местных крестьян поддержать красных, которые перешли в контрнаступление и изгнали грузинский отряд.
На других участках ситуация складывалась в пользу грузин. 10 мая на Кодорском участке был высажен с пароходов и барж десант меньшевиков под командованием Джугели. Затем к нему присоединились части Кониева. В Очамчире абхазские князья привели на помощь отряд в 300 всадников. Одновременно в окрестностях Сухума восстали греки, которыми командовал «бандит из Анатолии» Хамбо Папандопуло. Им на время удалось оттянуть часть советских сил от кодорского участка.
Ещё 7 мая большевики объявили округ на военном положении. К 11 мая силы красных сосредоточились на правом берегу Ингура у Драндского монастыря, в 22 км от Сухума. Утром 11 мая грузины предъявили большевикам ультиматум: сдать оружие и открыть свободный въезд в Сухум.
Красным удалось захватить Кодорский мост, 11—16 мая проходила ежедневная артиллерийская и ружейная перестрелка, а грузинская флотилия вела обстрел с моря. Красные пытались мобилизовать все свои ресурсы, и им удалось собрать на Кодорском фронте до 2 тыс. человек. Грузины и их абхазские союзники сосредоточили на фронте 1050 штыков, 200 сабель, 12 орудий и 28 пулемётов и в ночь с 16 на 17 мая прорвали фронт красных, заняли монастырь и двинулись на Сухум.
17 мая красные оставили Сухум. Отступая по шоссе и морем на истребительных катерах, они к 21 мая оставили Новый Афон и Гудауту, отойдя к Гагре. В панике были брошены 11 орудий, из них два осадных, 21 пулемёт, много винтовок и снаряжения. Был захвачен противником истребитель № 107, с 200 людьми на борту и большим количеством вооружения.
Затем грузинское продвижение приостановилось, так как турки перешли в наступление и пришлось срочно перебросить почти все силы против них, оставив в Абхазии всего 150 человек. Остановить турок с помощью тех крайне незначительных сил, что имелись у Сейма, не было никакой возможности, поэтому Грузия 26 мая вышла из Закавказского Сейма и объявила независимость под немецким протекторатом.
2 июня Абхазский национальный совет признал независимость Грузии, а также принял на себя всю полноту власти в пределах Сухумского округа. Он обратился к Грузии за помощью в организации управления и просил оставить в его распоряжении отряд меньшевистской гвардии, которому фактически и принадлежала власть в Сухуме.

## Контрнаступление красных
Для защиты от грузин Эшба обратился за помощью к Сочи, Туапсе и Екатеринодару. Кубанские большевики только что начали формировать Северо-Кубанскую красную армию и все их силы были стянуты к Донской области. В Сочи был создан «Чрезвычайный штаб обороны Черноморского побережья» во главе с лидером местных большевиков Поярковым. Реальную помощь оказать было труднее. В городе было всего две роты красноармейцев и батарея из 4 орудий. Штаб ввёл в Сочи осадное положение и попытался разоружить население, но, не имея для этого сил, потерпел неудачу. Поскольку на Кавказе оружие было необходимо для охоты и самозащиты, население отказалось разоружаться. Только  интеллигенция сдала оружие.
Большевики пытались провести мобилизацию, разъясняя населению, что на Абхазию наступают немцы и турки, однако, окружной исполком, где большевики были в меньшинстве, не поверил этим россказням и потребовал созыва окружного съезда для решения этого вопроса. Съезд решил провести мобилизацию только если и в самом деле начнётся немецкое наступление. После взятия грузинами Сухума разгромленные силы тамошнего ревкома в беспорядке отступили к Гаграм. Эшба примчался на съезд и потребовал помощи, но ему отказали, так как крестьяне не хотели воевать «с неведомым противником и неизвестно за чьи интересы». Эшба поехал жаловаться в Екатеринодар, затем в Москву.
По просьбе абхазских большевиков в Майкопе и Лабинской 7 июня была проведена мобилизация и сформированы два полка. 15 июня в Майкоп прибыли Эшба и Лакоба. Командир одного из полков, казачий офицер Орехов, отказался воевать с грузинами и попытался арестовать приехавших абхазов. В результате полк был разоружён, но его командиру с отрядом в 168 человек удалось уйти к меньшевикам в Абхазию. Оставшиеся силы, около 2 тыс. человек, большевики направили для борьбы с грузинами.
Командовать Сухумским фронтом был назначен большевик Я. Антонов (Донской), его помощником Н. Поярко. В Гагре был сформирован Кубано-Черноморский полевой штаб из членов абхазского ревкома (Лакоба, Атарбеков, Кухалейшвили и др.) Его начальником был сперва А. Урушадзе, затем В. Квирквелия. Артиллерия состояла из 4 орудий.
11 июня между АНС и Грузией был заключён новый договор, в развитие соглашения от 9 февраля. В Сухумский округ для борьбы с большевиками вводились грузинские войска.
Тем временем в Гудаутском районе началось восстание бойцов из отрядов «Киараз», установивших связь со штабом в Гагре. 17—18 июня большевики атаковали и взяли Гудауты. Грузины потеряли 4 орудия, 11 человек убитыми и около 30 пленными. По словам Вороновича, пленных едва удалось спасти от расстрела, так как Антонов заявил, что на гражданской войне пленных не берут.
Прибывшие в Сочи большевистские части вместо выступления на фронт несколько дней грабили город и в результате совершенно разложились. Население было очень недовольно происходящим, к тому же крестьяне узнали, что на фронте никаких турок нет. Исполком окружного совета с перевесом в один голос постановил просить Екатеринодарское правительство ликвидировать фронт и позволить начать переговоры с грузинами. С этой резолюцией Воронович отправился в Екатеринодар, где в это время как раз проходили массовые расстрелы . Он встретился с Орджоникидзе, но тот, в своей обычной манере, начал орать и угрожать посланцу расстрелом.

## Наступление генерала Мазниева
В последующие дни грузины были отброшены к Сухуму. Красные заняли Новый Афон. Однако 19 июня в Сухуме высадился генерал Г. И. Мазниев с тремя ротами и батареей. У него также были три истребителя и транспорт с двумя 3-дюймовыми пушками. Затем прибыла ещё одна рота, а АНС выставил 300 всадников.
19—22 июня шли бои за Новый Афон. Обе стороны вели интенсивный артиллерийский огонь, затем к грузинам подошёл транспорт с подкреплением и красные отступили к Гудауте, куда в тот же день вступили передовые части меньшевиков. Большевики бежали, бросив 3 пушки и 11 пулемётов.
Вечером 25 июня грузинские часть подошли к реке Бзыбь, через два дня сумели её форсировать и 28 июня вошли в Гагру.
Оккупация района Сочи — Туапсе рассматривалась генералом Ф. Крессом фон Крессенштейном как политически неудобная. Однако на заседании АНС 24 июня было принято решение наступать на Сочи, так как большевизм в Абхазии уже три месяца «питается главным образом» оттуда. 3 июля грузины заняли Адлер. Большевики пытались задержать отряд генерала Мазниева (500 человек) на подступах к Сочи. Исход боя у села Кудепста (25 км от Сочи) решил выступивший на помощь грузинам отряд местных крестьян под командованием бывшего унтер-офицера, который обошёл красных с фланга и тыла, атаковал и захватил батарею и несколько пулемётов. Деморализованные красноармейцы бежали в Туапсе, бросив всю артиллерию, пулемёты и обоз. Вместе с красными бежало много рабочих, которым большевики объяснили, что грузины их всех расстреляют.
В Туапсе бежавших из Сочи обвинили в трусости, а те, в свою очередь, упрекали туапсинский исполком в неоказании военной помощи. Туапсинские большевики, впрочем, смогли противопоставить грузинскому наступлению только расстрелы местных жителей (в том числе публичные), для чего организовали ревтрибунал, разбиравшийся с людьми в 24 часа.
При всей возможной пользе, которую способны принести расстрелы, компенсировать отсутствие войск они были не в состоянии. Грузины с такой же лёгкостью взяли и Туапсе, благодаря тому, что большевики все силы оттянули на фронт против Добровольческой армии. Многие из проживавших в Сочи русских офицеров начали записываться в отряд Мазниева, рассматривая его как союзника добровольцев.
Абхазские большевики бежали вдоль железной дороги через Белореченскую и Майкоп до Невинномысской, где стоял штаб Кубано-Черноморской Красной армии. Грузины продвинулись вдоль побережья до Геленджика.. 18 июля Мазниев назначен генерал-губернатором Сухумского округа.

## Разгром большевиков в Самурзакани
На территории Абхазии оставался всё ещё занятый большевистскими повстанцами Самурзаканский район. Подавить красных мешало новое восстание в Мегрелии, достигшее своего пика в августе. В середине июня правительство Грузии временно подчинило Самурзакань ведению кутаисского губернского комиссара. Район контролировал Самурзаканский ревком во главе с П. Дзигуа. В конце июня, когда мингрельские большевики начали наступление в районе Зугдиди, самурзаканский отряд во главе с Ф. Тория перешёл Ингур и 28 июня ворвался в Зугдиди, но вскоре был выбит оттуда. Грузины пытались контратаковать, но не смогли переправиться через Ингур.
1 сентября 1918 грузинское правительство двинуло в Мегрелию крупные силы при поддержке тяжёлой артиллерии и немецких бронемашин. Восстание было жестоко подавлено. В первой половине сентября войска двинулись в Самурзакань по трём направлениям, а также со стороны Кодорского участка.
13 сентября части генерала Кониева переправились через Ингур и овладели Гали. 14 сентября было взято село Репи — центр местного большевизма. Население, опасаясь возмездия, бежало в леса и болота. К 17 сентября сопротивление красных было окончательно сломлено.

## Связи с кубанцами
Мазниев поддерживал кубанцев, боровшихся против большевиков. Повстанцам генерала А. А. Геймана, действовавшим в Майкопском отделе, было передано 600 винтовок, 2 пулемёта и патроны. Когда отряд казаков Орехова в июле вышел на территорию Абхазии, Мазниев организовал его в сотню и расположил в Очамчире, при 2-м Черноморском пограничном батальоне.
В конце августа отряд из 800 человек, преследуемый красными из Баталпашинска, вышел к Сухуму через Клухорский перевал. Мазниев снабдил казаков оружием и продовольствием и направил их в Туапсе.

## Турецкий десант
Во время Батумской мирной конференции в мае 1918 АНС послал туда делегацию, заявить о том, что «Абхазия входит в общую семью народов в качестве её равноправного члена», и одновременно выразить протест против вступления турецких войск на территорию Грузии. Одновременно А. Шервашидзе и Т. Маршания вступили в переговоры с турками при посредничестве турецких офицеров из бывших абхазских махаджиров. На их сторону перешла и часть абхазской делегации, заявив, что она является сторонником объединения с союзом горцев Северного Кавказа и что для «создания этого государства Турция обещала свою помощь посылкой турецких войск в Абхазию».
Не испросив позволения у германского командования, турки решили действовать. 27 июня на Кодорском участке в имении Шервашидзе высадился турецкий десант (в значительной степени из бывших махаджиров) численностью около 1000 человек с запасом оружия (до 3000 винтовок, 4,5 млн патронов). В тот же день командующий 3-й турецкой армией Эсад-паша приказал занять Сухумский порт, якобы для защиты от большевиков.
28 июня на место высадки прибыли представитель грузинского правительства И. Рамишвили, два члена АНС и представитель Мазниева. Командир десанта объявил, что они прибыли избавить абхазский народ от постороннего угнетения и анархии, но в ответ получили требование сложить оружие в 24 часа.
Мазниев прибыл на место высадки на пароходе Михаил в сопровождении двух истребителей. Турецкий офицер, командовавший высадкой, оправдывался тем, что абхазы его обманули, обещая почётную встречу. Аскеров отправили на баржах в Поти и сдали командующему тамошнего гарнизона.
Часть десанта отправилась в село Джгерда, в имение Т. Маршания, но по дороге была разбита. Путь в Карачай туркам также перекрыли. Отряд, двинувшийся в Самурзакань, был обезоружен кодорским ополчением.
Тем не менее, Мазниев обрушил на жителей Кодорского участка репрессии.Были произведены массовые аресты. АНС жаловался грузинскому правительству на деятельность Мазниева, но безрезультатно.

## Грузинский террор
15 августа грузины разогнали АНС и собрали его в новом составе. Однако и этот оказался недостаточно лояльным, и 10 октября был снова разогнан, а ряд его членов арестован. Их обвинили в том, что раньше они ориентировались на турок, а теперь готовили переворот, чтобы подчинить Абхазию генералу Алексееву. На самом деле представители совета просили командование Добровольческой армии прислать войска и изгнать грузин.
Арестованные были заключены в Метехский замок. Русское и армянское население было лишено избирательных прав, как не приемлющее «грузинского подданства». Новый национальный совет на 3/4 состоял из грузин. Власть находилась в руках грузинского «чрезвычайного комиссара».
Советские авторы часто пишут о крайней жестокости, с которой Мазниев усмирял Абхазию, особенно Гудаутский и Гагрский районы, однако, по их же собственным словам, в основном репрессалии сводились к арестам большевиков и их сторонников, разрушению их домов, а поголовная порка сельского населения применялась в Гражданскую войну карателями всех политических режимов. Это, конечно, унизительная процедура, но она, безусловно, лучше массовых расстрелов.
По сообщению председателя АНС Эмухвари от 3 апреля 1919, всего в «большевистском движении» обвинялось 489 человек, коммунистов 83. Среди арестованных в конце 1918 был и Н. Лакоба.
«В начале 1919 года Сухумскую тюрьму посетил палач В. Джугели. Обращаясь к Н. Лакоба, он спросил: «А как вы поступили бы, если я попал бы к вам в плен?» Лакоба спокойно ответил: «Мы бы вас, безусловно, расстреляли». В апреле Лакоба и все остальные, обвиняемые в участии в большевистском движении, были освобождены грузинскими властями, занявшими враждебную позицию в отношении Добровольческой армии.
С армянами же в самом деле не церемонились. В армянских сёлах Сочинского и Таупсинского округов грузины совершали грабежи, насилия и убийства, что вызвало в январе 1919 армянское восстание, жестоко подавленное.